# Ехография
Ехографията е техника за ултразвукова образна диагностика, широко използвана в медицината. Ехографското изследване дава много възможности за диагностика и лечение на различни болести. То се използва поне от 50 години насам и няма данни за някакъв вреден ефект върху пациентите. Една от най-честите му употреби е за проследяване на развитието на плода по време на бременност. Ултразвуковото изследване дава точна и безопасна картина на състоянието на ембриона и майката.
Методът на действие на ултразвука е следният:
С помощта на високочестотни звукови вълни, от порядъка на 3,5 – 7 MHz, се сканира обектът в тънки срезове и апаратът приема обратно отразените ултразвукови вълни. Те се преработват и се появяват като картина на монитора, която лекарят разчита.
Ехографските апарати биват няколко вида, в зависимост от начина, по който се осъществява наблюдението на плода:
- Коремен ехограф (абдоминален) – трансдюсерът се поставя върху корема на бременната, ултразвуковите вълни преминават през него и стигат до плода. Тук картината не винаги е ясна, но лекарите са свикнали и разчитат добре образа. Бременната жена също може да наблюдава картината и да види бебето си.
- Трансвагинален ехограф – трансдюсерът се поставя във влагалището. При този вид ехограф вълните изминават по-малко разстояние и затова той дава по-добра картина. По-често се използва в началото на бременността, когато плодът е по-малък и трудно се локализира и разглежда с коремен ехограф, а също и при по-пълни жени. Този ехограф е много важен и при съмнения за проблемна бременност, при изследване на шийката на матката и на органите в малкия таз.
- Доплеров ехограф – това е по-сложен вид ехограф, при който ултразвуковите вълни засичат движещи се обекти и може да се определи скоростта им. Изследването с този ехограф се нарича доплерово изследване и е полезно при проследяване на кръвните потоци на плода и бременната. Използва се при нужда и съмнения за проблемни състояния като прееклампсия, ретардация на плода, хипотрофия.
- 3D/4D ехография – много популярен в последните години метод за проследяване на бременността. Предпочитан е, защото дава триизмерен образ на плода, който се получава чрез серия от срезове. Ако апаратът е по-модерен е възможно да се огледа плодът от различни страни, което дава повече възможности за откриване на проблеми, което е непостижимо при двуизмерен ехограф. При 4D апаратите разликата е само в това, че образът, който се вижда на екрана, е в реално време. Използването на този вид ехограф е препоръчително в първите три месеца, когато плодът е още малък и по-лесно може да се разгледа, ако има проблеми.

Добрият образ при ултразвуково изследване зависи от количеството околоплодна течност, разположението на плода и подкожната мазнина. Това е възможно едва в последните месеци, ако бебето е разположено добре и тогава може да се види по-реалистичен образ. Въпреки възможностите, които дава 3D и 4D ехографията, в повечето случаи тя по-скоро служи за допълнителна диагностика при съмнения за някакъв проблем.
На 29 април 2016 г. във Филипините е поставен световен рекорд за Книгата на Гинес, като в рамките на осемчасов работен ден са направени благотворително ехографии на 7152 пациента.